# 三谷軌秀

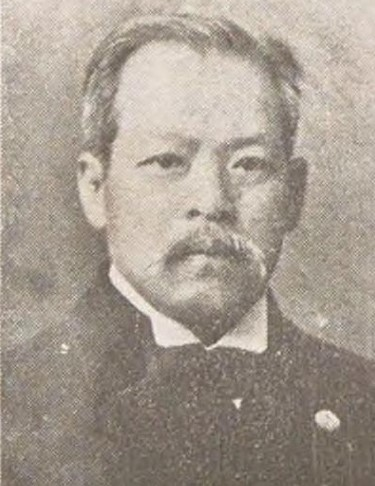
三谷軌秀

三谷 軌秀（みたに のりひで、1858年2月18日（安政5年1月5日） - 1934年（昭和9年）3月8日）は、日本の政治家、実業家。衆議院議員。幼名は五市。

## 略歴
1858年2月18日（安政5年1月5日）、土佐国長岡郡粟生村（現在の高知県大豊町）に生まれる。1886年（明治19年）に東京法学校（現在の法政大学）を卒業する。
1887年（明治20年）に公証人試験に合格するが、同年保安条例に触れ、三里以外の地に退去を命じられる。
1889年（明治22年）に大阪で公証人となり、1891年（明治24年）に大阪商業会議所の特別会員となる。
1893年（明治26年）に片岡直温らとともに帝國物産を設立し、その顧問に就任し、1894年（明治27年）に日本時計製造の設立に参加し、その監査役に就任する。
大阪市会議員、大阪府会議員・議長を経て、1911年（明治44年）7月に衆議院議員補欠選挙に当選し、ついで1912年（明治45年）、第11回衆議院議員総選挙に当選する。 
また、今里土地社長、参宮急行電鉄・大阪合同紡績の役員、関西競馬倶楽部副会頭などを歴任した。
1934年（昭和9年）3月8日に死去、享年77。

## 著書
- 『市制町村制義解』（時習社、1888）
- 『公民必携法規参照対比市制町村制』（積善館、1889）
- 『第二十八回衆議院重要問題商工政策に関する質問演説』（帝国議会要史編纂所、1912）
- 『根本的金利改善策解説』（1926）